# Junito Brandão
Junito de Souza Brandão (Aperibé, 1924 — Rio de Janeiro, 15 de maio de 1995), foi um professor e grande classicista brasileiro, especialista em mitologia grega e latina, autor de várias obras nessas temáticas.

## Biografia
Bacharel em Letras Clássicas pela Faculdade de Filosofia, Ciências e Letras da Universidade do Estado da Guanabara em 1948, em seguida fez o curso de Arqueologia, Epigrafia e História da Grécia na Universidade de Atenas. Mais tarde também fez o curso de Direito. Lecionou na PUC-Rio onde, em 1960, quando diretor do curso de Filosofia o dr. Roberto Piragibe da Fonseca, criou a cátedra de Mitologia Grega e Latina - iniciativa incomum nas universidades brasileiras.
Exerceu o magistério por quarenta e cinco anos - em instituições como PUC-Rio, Universidade Gama Filho, Universidade Santa Úrsula, UERJ e colaborado em várias outras. Foi membro da Academia Brasileira de Filologia (Cadeira 35, por Patrono João Ribeiro), e diversas outras instituições culturais.

## Principais obras
Além de dicionários e obras didáticas, como Latim para o Ginásio, publicou:
- Teatro Grego: Tragédia e Comédia. Petrópolis: Vozes
- Mitologia Grega, 3 volumes, Vozes.
- Os Idílios de Teócrito e as Bucólicas de Vergílio
- "Helena, O Eterno Feminino"

Traduções do grego
- Duas Tragédias Gregas: Édipo Rei (Sófocles), Hécuba (Eurípides);
- O Ciclope (Eurípides);
- As Rãs;
- As Nuvens e As Vespas (Aristófanes)

## Homenagens
A biblioteca pública municipal de sua cidade recebeu o seu nome, e foi inaugurada no ano de 1993.